# أبير (أساطير)
أبير (بالإنجليزية: Abere)‏ في أساطير ميلانيزيا وفي المعتقد الميلانيزي هي شيطانة. تُصور على أنها امرأة «وحشية» مع خادمات شابات. يقال إنها تقيم في المستنقعات. وإنها تجذب الناس إليها بجمالها، وتحاصرهم عن طريق التسبب في نمو القصب من حولهم. وبمجرد محاصرتهم، تشرع في التهام ضحاياها.

## الروابط الخارجية
- Godchecker.com entry on Abere